# Tipanaea intactella
Tipanaea intactella là một loài bướm đêm trong họ Crambidae.